# Inzer
L'Inzer (in russo Инзер?; in lingua baschira: Инйәр; nella parte superiore Bol'šoj Inzer, Большой Инзер) è un fiume della Russia europea orientale, affluente di sinistra del Sim, nel bacino della Kama. Scorre nella Repubblica del Baškortostan. 
La sorgente del fiume si trova sulle pendici settentrionali degli Urali meridionali; la direzione del fiume descrive un ampio cerchio iniziando da sud-ovest e terminando verso nord ,scorrendo tra catene montuose. Dopo aver superato il villaggio di Inzer mantiene una direzione nord-occidentale/occidentale. Il fiume ha una lunghezza di 307 km, il suo bacino è di 5 380 km². Sfocia nel Sim a 6 km dalla foce. Il principale affluente è il Malyj Inzer (lungo 96 km) proveniente dalla destra idrografica.